# Lugnsjön, Västerbotten
Lugnsjön är en sjö i Skellefteå kommun i Västerbotten och ingår i Rickleåns huvudavrinningsområde. Sjön har en area på 0,073 kvadratkilometer och ligger 165,9 meter över havet. Sjön avvattnas av vattendraget Lugnbäcken.

## Delavrinningsområde
Lugnsjön ingår i det delavrinningsområde (714556-173150) som SMHI kallar för Ovan 714171-173295. Medelhöjden är 175 meter över havet och ytan är 17,29 kvadratkilometer. Det finns inga avrinningsområden uppströms utan avrinningsområdet är högsta punkten. Lugnbäcken som avvattnar avrinningsområdet har biflödesordning 2, vilket innebär att vattnet flödar genom totalt 2 vattendrag innan det når havet efter 37 kilometer. Avrinningsområdet består mestadels av skog (84 procent). Avrinningsområdet har 0,15 kvadratkilometer vattenytor vilket ger det en sjöprocent på 0,9 procent.